# آماده جدید
آماده جدید (انگلیسی: New Amada)، سنگپوزی است در نزدیکی اسوان در کشور مصر. این محوطه که طی تلاش بین‌المللی برای حفظ یادمان‌های نوبه ایجاد شد، سه معبد، ساختمان و سایر آثار باقی مانده برجسته که از محوطه پیشین بخاطر بالا آمدن آب دریاچه ناصر جابه‌جا شده بودند، در خود جای داده است. این سه اثر باقی‌مانده برجسته «معبد آماده»، «معبد در» و «مقبره پنوت در آنیبا» هستند.